# Asociația de Fotbal din Macao
Asociația de Fotbal din Macao (Chineza tradițională: 澳門足球總會), portugheză Associação de Futebol de Macau) este forul ce guvernează fotbalul în Macao. Se ocupă de organizarea echipei naționale și a altor competiții de fotbal din stat cum ar fi Campeonato da 1ª Divisão do Futebol. 